# Cyrus Colton MacDuffee
Cyrus Colton MacDuffee   (Oneida, 29 de juny de 1895 - Madison, 21 d'agost de 1961) va ser un matemàtic nord-americà.

## Vida i Obra
MacDuffee va néixer a la petita vila d'Oneida a l'estat de Nova York. Va començar els estudis universitaris a la Colgate University de Hamilton (Nova York), on es va graduar el 1917. Va completar els seus estudis de postgrau a la Universitat de Chicago, obtenint el doctorat el 1922 amb una tesi sobre àlgebres no associatives sota la direcció de Leonard Dickson.
Després de passar uns anys com a instructor a la universitat de Princeton (1922-25), va anar a la universitat Estatal d'Ohio com a professor ajudant, va ser ascendit a professor associat el 1929 i professor titular a 1933. Mentre estava a Ohio, MacDuffee va ser molt actiu en l'expansió i el desenvolupament del programa de postgrau del departament.
El 1935 MacDuffee va ser nomenat professor titular de la universitat de Wisconsin a Madison (Wisconsin), on va romandre fins a la seva mort. Va exercir de president del departament de matemàtiques entre 1951 i 1956.
MacDuffee va ser un membre destacat de la comunitat matemàtica nord-americana. Va escriure una sèrie de monografies d'investigació influents en àlgebra abstracta i nombrosos articles. Va ser membre del consell de la Societat Americana de Matemàtiques, va ser editor dels Transaccions de la societat i va ser president de l'Associació Matemàtica d'Amèrica el 1945-46. Va ser membre del National Research Council i va exercir de secretari de l'Associació Americana per a l'Avançament de la Ciència. Va dirigir 30 tesis doctorals.
La seva aportació més original va ser el teorema de Latimer-MacDuffee (1933).